# Ernie Els
Theodore Ernest "Ernie" Els, född 17 oktober 1969 i Johannesburg i Gauteng,  är en sydafrikansk professionell golfspelare. Han är känd som "The Big Easy" för sin smidiga och enkla golfsving, kombinerat med sin längd, som är 191 cm.
Els vann sin första stora golftävling 1984, Junior World Golf Championship, vid 14 års ålder i klassen pojkar 13-14 (samma år vann Tiger Woods klassen pojkar 9-10). Els blev professionell i slutet av 1989, och vann sin första proffstävling 1991 på Sydafrikatouren (idag kallad Sunshine Tour). Han har vunnit fyra majors och han vann Order of Merit på Europatouren 2003 och 2004.
Vid sidan om sin golfkarriär designar han golfbanor, driver en välgörenhetsförening för ungdomar i Sydafrika samt äger en vinfabrik. Han äger även en restaurang i vinområdet Stellenbosch, vilken kallas, precis som han själv, för "the Big Easy"

## Meriter

### Majorsegrar
- 1994 US Open
- 1997 US Open
- 2002 The Open Championship
- 2012 The Open Championship

### Segrar på PGA-touren
- 1995 GTE Byron Nelson Golf Classic
- 1996 Buick Classic
- 1997 Buick Classic
- 1998 Bay Hill Invitational
- 1999 Nissan Open
- 2000 The International
- 2002 Genuity Championship
- 2003  Mercedes Championships, Sony Open in Hawaii
- 2004  Sony Open in Hawaii, Memorial Tournament, WGC-American Express Championship
- 2008 Honda Classic
- 2010 WGC - CA Championship
- 2010 Arnold Palmer Invitational

### Segrar på Europatouren
- 1994 Dubai Desert Classic
- 1995 Lexington South African PGA
- 1997 Johnnie Walker Classic
- 1998 South African Open
- 1999 Alfred Dunhill South African PGA
- 2000 Standard Life Loch Lomond
- 2002 Heineken Classic, Dubai Desert Classic
- 2003 Heineken Classic, Johnnie Walker Classic, Barclays Scottish Open, Omega European Masters, HSBC World Matchplay Championship
- 2004 Heineken Classic, HSBC World Matchplay Championship
- 2005 Dubai Desert Classic, Qatar Masters, BMW Asian Open
- 2006 Dunhill Championship
- 2007 South African Airways Open, HSBC World Match Play Championship

### Övriga segrar
- 1989 South African Amateur Stroke Play Championship
- 1991 Amatola Sun Classic
- 1992 Protea Assurance South African Open, Lexington South African PGA Championship, South African Masters, Hollard Royal Swazi Sun Classic, First National Bank Players Championship, Goodyear Classic
- 1993 Dunlop Phoenix
- 1994 Toyota World Match Play Championship
- 1995 Toyota World Match Play Championship, Bells Cup
- 1996 Toyota World Match Play Championship, Philips South African Open
- 1997 PGA Grand Slam of Golf
- 1999 Nedbank Million Dollar Challenge
- 2000 Nedbank Golf Challenge
- 2001 Vodacom Players Championship
- 2002 Nedbank Golf Challenge, Cisco World Match Play Championship
- 2004 Nelson Mandela Invitational

### Lagtävlingar
- Alfred Dunhill Cup 1992, 1993, 1994, 1995, 1996, 1997 (segrare), 1998 (segrare), 1999, 2000
- World Cup 1992, 1993, 1996 (segrare individuellt och i lag), 1997, 2001 (segrare)
- Presidents Cup 1996, 1998 (segrare), 2000, 2003 (Oavgjort)

## Golfbanor designade av Ernie Els
- Anahita Golf Course – Beau Champ, Mauritius
- Mission Hills Golf Club (The Savannah Course) - Shenzhen, China
- Whiskey Creek - Ijamsville, Maryland, USA
- Oubaai - Garden Route, South Africa

- The Else Club - Dubai, UAE